# Бабінець Лілія Степанівна
Бабінець Лілія Степанівна (нар. 20 квітня 1964, Чортків, Україна) — українська вчена у галузі сімейної медицини, доктор медичних наук (2007),професор, лікар-терапевт вищої категорії, завідувачка кафедри первинної медико-санітарної допомоги та сімейної медицини Тернопільського національного медичного університету імені І. Я. Горбачевського.

## Життєпис
Л. С. Бабінець закінчила з відзнакою Тернопільський державний медичний інститут за спеціальністю «Лікувальна справа» у 1987 році.
1987—1989 — інтернатура з терапії на базі Тернопільської обласної клінічної лікарні.
1989—1991 — дільничний терапевт поліклінічного відділення Тернопільської міської клінічної лікарні № 2.
Бабінець Л. С. навчалася за спеціальністю «Рефлексотерапія» на кафедрі нейрохірургії та рефлексотерапії ФПО Львівського державного медичного інституту, а опісля до 2000 року працювала лікарем—рефлексотерапевтом Тернопільської міської клінічної лікарні № 2.
1998 — заочна аспірантура у Тернопільській медичній академії імені І.Я. Горбачевського на кафедрі шпитальної терапії №2.
Від 2012 року — завідувачка кафедри первинної медико-санітарної допомоги та сімейної медицини Тернопільського національного медичного університету імені І. Я. Горбачевського.

## Наукова діяльність
2000 року захистила кандидатську дисертацію на тему «Мінеральна щільність кісткової тканини при первинному остеоартрозі: етіопатогенетичні аспекти, підходи до лікування» у спеціалізованій вченій раді Івано-Франківської державної медичної академії МОЗ України.
2007 року захистила докторську дисертацію на тему «Клініко-патогенетичні аспекти формування полінутрієнтної недостатності при хронічному панкреатиті, шляхи оптимізації профілактики та лікування» за спеціальністю гастроентерологія у спецраді Дніпропетровської державної медичної академії МОЗ України та ДУ «Інститут гастроентерології АМН України».
Під керівництвом С. С. Бабінець захищено 8 кандидатських дисертацій і 12 магістерських робіт за фахом «Загальна практика—сімейна медицина»; виконується 8 кандидатських і 2 докторські дисертації.
Бабінець С. М. — член спеціалізованої вченої ради Д 58.601.02 при ТНМУ імені І. Я. Горбачевського за шифром 14.01.02.
Наукові інтереси:
- вивчення трофологічних розладів і полінутрієнтної недостатності при хронічному панкреатиті;
- клініко-патогенетичне обґрунтування клінічного перебігу коморбідних станів при хронічному панкреатиті (гіпертонічна хвороба, ішемічна хвороба серця, ХОЗЛ, дисбіоз товстого кишечника, аскаридоз, цукровий діабет та ін.);
- обґрунтування комплексних програм корекції полінутрієнтних змін при хронічному панкреатиті і комор бідних патологіях із включенням медикаментозних та не медикаментозних методии в лікуванні та реабілітації в практиці сімейного лікаря;
- вивчення ефективності рефлексотерапевтичних програм лікування при остеохондрозі хребта, хронічному панкреатиті, гіпертонічній хворобі, вегетативній дисфункції та ін. (акупунктура, багатоголчаста поверхнева різнометалева аплікація, антигомотоксична терапія, гомеосиніатрія та ін.);
- тютюнопаління при різних нозологіях та методи корекції.

## Редакційна та громадська робота
Бабінець Лілія Степанівна веде активну громадську роботу, зокрема, вона є:
- членом правління Всеукраїнської ГО «Українська асоціація сімейної медицини»[3];
- член Правління ГО «Асоціація сімейної медицини Тернопільщини»[5];
- віце-президентом ГО «Український Клуб панкреатологів»[3];
- членом Європейського Клубу панкреатологів[3];
- членом ГО «Асоціація класичної акупунктури і рефлексотерапії України»[3];
- головним редактором фахового журналу «Здобутки клінічної та експериментальної медицини»[6];
- членом редколегії журналу «Бібліотека сімейного лікаря та сімейної медсестри»[3];
- членом редколегії журналу «Вісник клубу панкреатологів»[3];
- член редколегії журналу «Сімейна медицина»[7].

## Науковий доробок
Бабінець С. М. є автором 480 друкованих праць, 18 патентів, 10 інформаційних листів, співавтором національного підручника «Загальні питання сімейної медицини» (гриф МОН України) у трьох томах укр., рос. і англ. мовами; посібника «Сімейна медицина» (гриф МОЗ України) 2005 р., перевидання 2014 р.; посібника «Невідкладні стани в клініці внутрішніх захворювань» укр. та рос. мовами (гриф МОЗ України); «Гастроентерологія: психосоматичні аспекти перебігу захворювань шлунково-кишкового тракту в практиці інтерніста та сімейного лікаря» (гриф МОЗ України»); «Ведення фізіологічної вагітності» (гриф МОЗ України); «Проблеми остеопорозу»; «Наукові інновації-в практику первинної медичної допомоги»; «Скринінг у первинній медичній допомозі. Клінічна настанова, заснована на доказах»; 7 монографій, автором методичних рекомендацій «Хронічний панкреатит: діагностика і лікування, алгоритми динамічного спостереження лікарем загальної практики-сімейної медицини на засадах доказової медицини» (гриф МОЗ України) та ін.